# Turismo em Porto Alegre

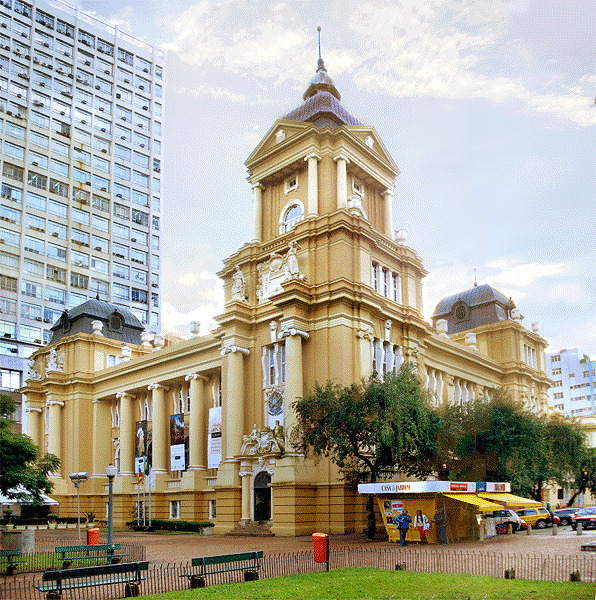
O MARGS visto da Praça da Alfândega

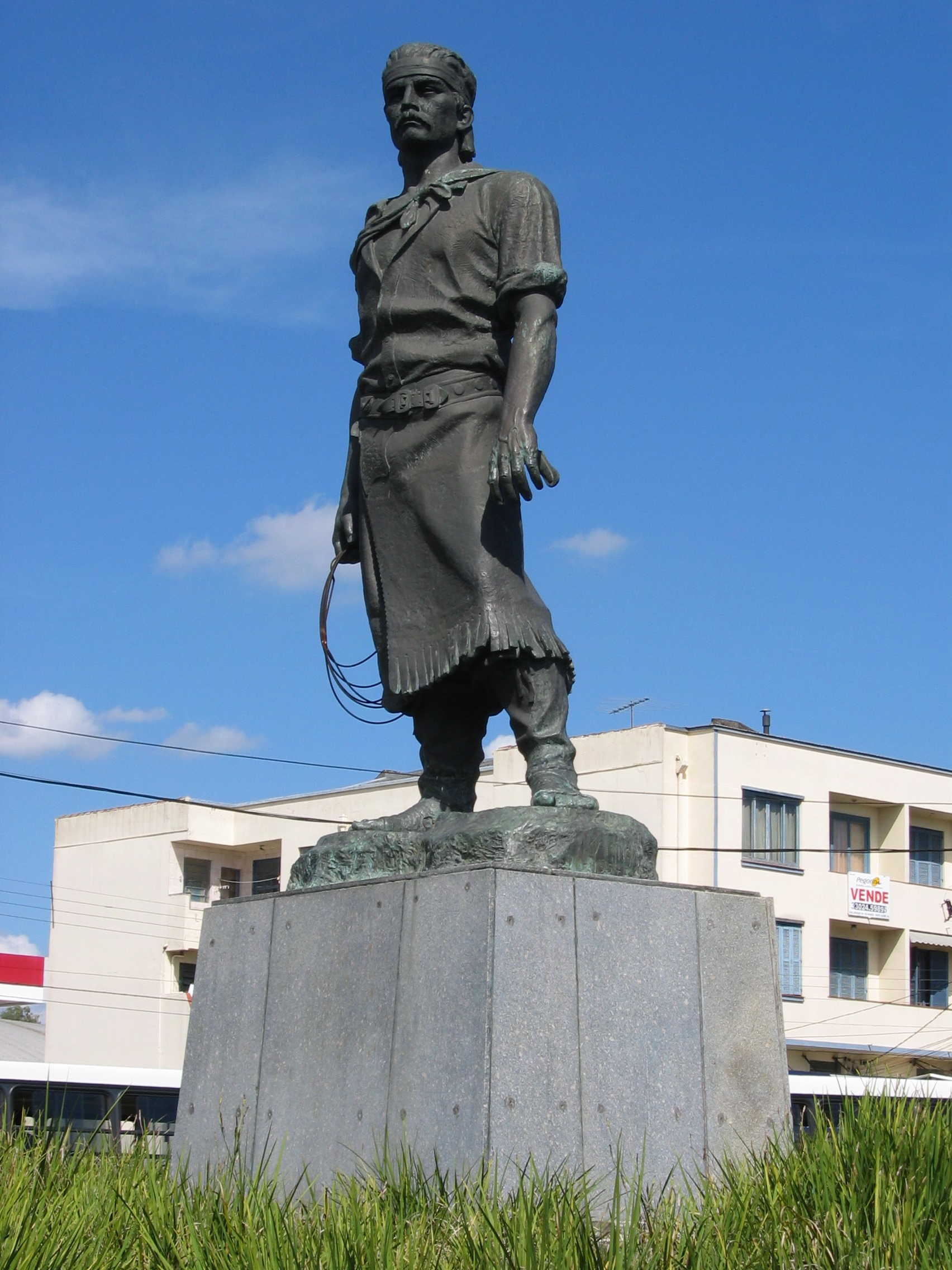
Laçador, símbolo dos gaúchos, na entrada da cidade

O turismo em Porto Alegre, a capital do Rio Grande do Sul, no Brasil, vem recentemente ganhando espaço na economia da cidade. Com quase trezentos anos de história e sendo hoje uma das mais importantes capitais do Brasil, Porto Alegre oferece uma variedade de atrações para os visitantes, desde suas belezas naturais, passando por seus pontos históricos e seus centros de alta tecnologia, chegando à sua vida cultural e sua vida noturna, famosas por manterem espaços de arte, casas noturnas e bares tradicionais, com seus shows, peças de teatro, concertos. 
Em Porto Alegre vivem ou viveram muitos escritores -- como Mário Quintana--, intelectuais, artistas e políticos que marcaram a história do Brasil. A cidade, que é capaz de produzir eventos como o Fórum Social Mundial, Fórum Internacional de Software Livre e a Bienal de Artes Visuais do Mercosul. É também a capital que projetou do Rio Grande do Sul para o mundo jogadores de futebol como Ronaldinho Gaúcho e Alexandre Pato, e campeões olímpicos como Daiane dos Santos e João Derly.
Dentro do Mercosul Porto Alegre é um centro estratégico, equidistante tanto de Buenos Aires e de Montevidéu, quanto de São Paulo e do Rio de Janeiro. Para quem chega em terras gaúchas, é o grande centro urbano das principais rotas e atrativos turísticos do Estado. No centro geográfico do Cone Sul, Porto Alegre é uma das 24 cidades do futuro no levantamento World Winning Cities, da consultoria anglo-americana Jones Lang La Salle. E há razões para isso. A cidade é um pólo de serviços e infra-estrutura de qualidade reconhecidas, base de grandes empresas nacionais e internacionais e um dos principais destinos de eventos internacionais que se realizam no Brasil.
Ao lado da força econômica, Porto Alegre é uma cidade verde e berço dos primeiros movimentos ambientalistas do Brasil na década de 1970. A capital está situada às margens do lago Guaíba, é cercada por 40 morros e possui várias de ilhas fluviais. A metrópole gaúcha, de 1,5 milhão de habitantes, possui 1,3 milhões de árvores plantadas em vias públicas, vários parques e áreas de preservação ambiental. Além disso, seu território possui 30% de área rural preservada e produtiva. Este conjunto de natureza viva confere à cidade um índice de área verde por habitante acima dos padrões recomendados pela Organização Mundial da Saúde.

## Distâncias
A cidade está  interligada às rodovias federais  BR-290 e BR-116, que permitem a conexão com os demais estados do país, com o Uruguai e a Argentina.
Capitais do Brasil
- Brasília: 2.027 km
- Curitiba: 715 km
- Florianópolis: 525 km
- Rio de Janeiro: 1.558 km
- São Paulo: 1.109 km

Interior do Estado
- Caxias do Sul: 125 km
- Pelotas: 251 km
- Rio Grande: 317 km
- Gramado: 115 km
- Passo Fundo: 280 km
- Santa Maria: 286 km

Capitais do Mercosul
- Buenos Aires: 1.063 km
- Montevidéu: 890 km
- Assunção: 1.102 km
- Santiago: 2.600 km

### Transportes
O desembarque na cidade por via aérea se dá no Aeroporto Internacional Salgado Filho, localizado a apenas 15 minutos do centro da cidade e com um movimento médio mensal superior a 400 mil passageiros. 
O sistema de transporte coletivo é operado por uma frota de 1,57 mil ônibus, 403 vans e um serviço de táxi com 3,9 mil veículos. O metrô de superfície interliga Porto Alegre a cidades da Região Metropolitana em seis modernas estações de embarque.
- Aeroporto Salgado Filho
- Estação Rodoviária de Porto Alegre
- Porto de Porto Alegre
- Companhia Carris Porto-Alegrense
- Trensurb

## Tradição gaúcha
Da culinária étnica, com sabores de várias partes do mundo, à cozinha regional, a gastronomia é um atrativo à parte em Porto Alegre. E há opções curiosas como o peixe na taquara, preparado e servido por pescadores na Ilha da Pintada. Na capital dos gaúchos não falta o churrasco, sempre bem servido em casas de carnes, churrascarias e nos restaurantes de Centros de Tradições Gaúchas, os CTGs. 
Em Porto Alegre funcionam cerca de 50 CTGs e o folclore é sua principal atração. Na mesa, o chimarrão, uma infusão típica da região, antecede o churrasco e as demais especialidades da gastronomia regional. 
Nos palcos, os ritmos musicais gaúchos do vaneirão, chamamé, milonga e chimarrita, variações das danças de salão centro-européis populares do século XIX, como a valsa, a polca e a mazurca. 
As Cavalgadas da Lua Cheia, na rota turística Caminhos Rurais de Porto Alegre, na Zona Sul da cidade, são uma legítima experiência para o visitante que quiser vivenciar usos e costumes do gaúcho.

## Roteiros

### Linha Turismo
A Nova Linha Turismo é um roteiro turístico de Porto Alegre, que permite o embarque e desembarque, dentro do mesmo dia, nos principais pontos turísticos da cidade, em um sistema de hop-on hop-off, com locução turística, apresentando a cultura, a geografia e a história da região Central de Porto Alegre, uma parte da Zona Sul e da Zona Leste da cidade, para que turistas possam descobrir como Porto Alegre é demais! 
Outra opção é o Roteiro Centro Histórico do Linha Turismo de Porto Alegre, que passa pelos principais pontos turísticos de Porto Alegre, através de um roteiro fechado, sem paradas. Com este ingresso você embarca na origem do roteiro e só desembarca quando retornar ao mesmo ponto, concluindo assim a sua experiência. O passeio tem 1h30min de duração, aproximadamente.

### Centro histórico[5]

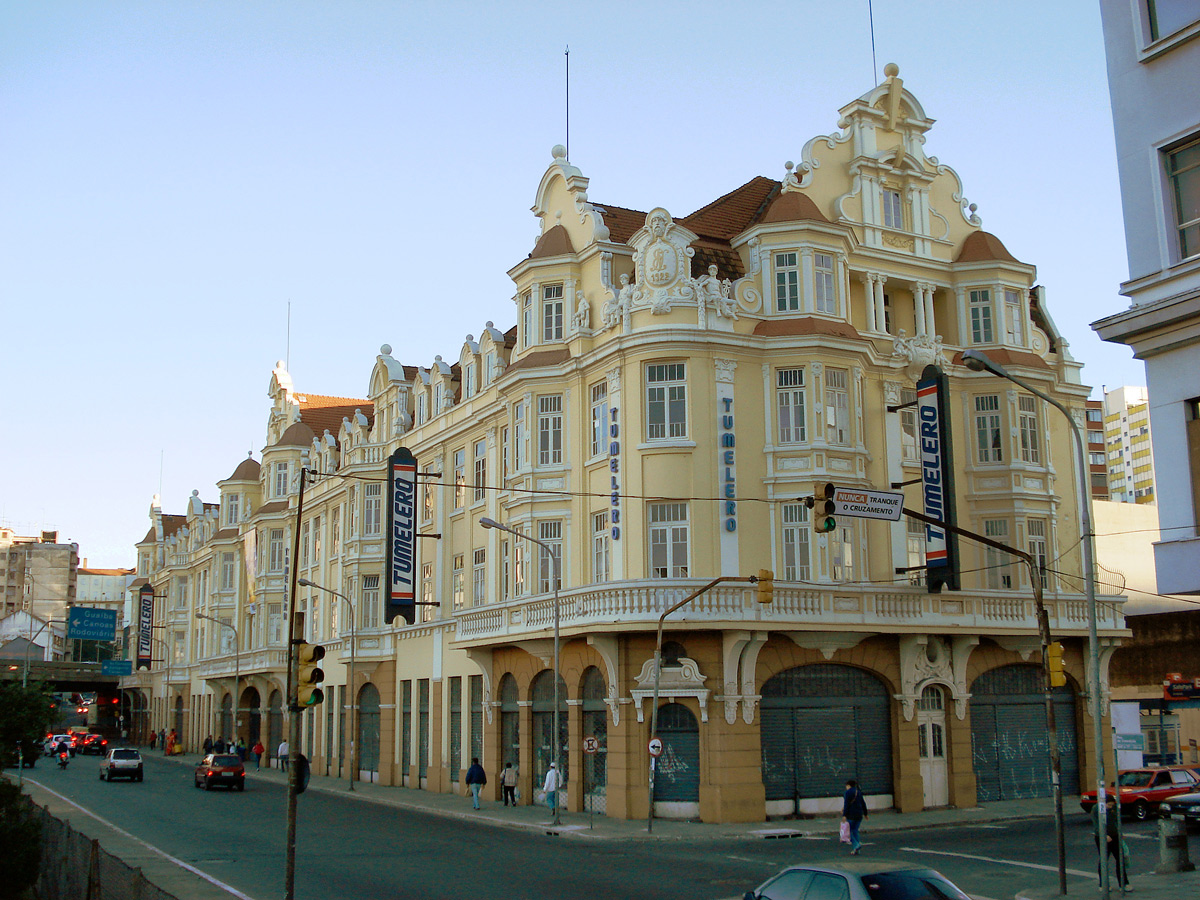
Edifício Ely

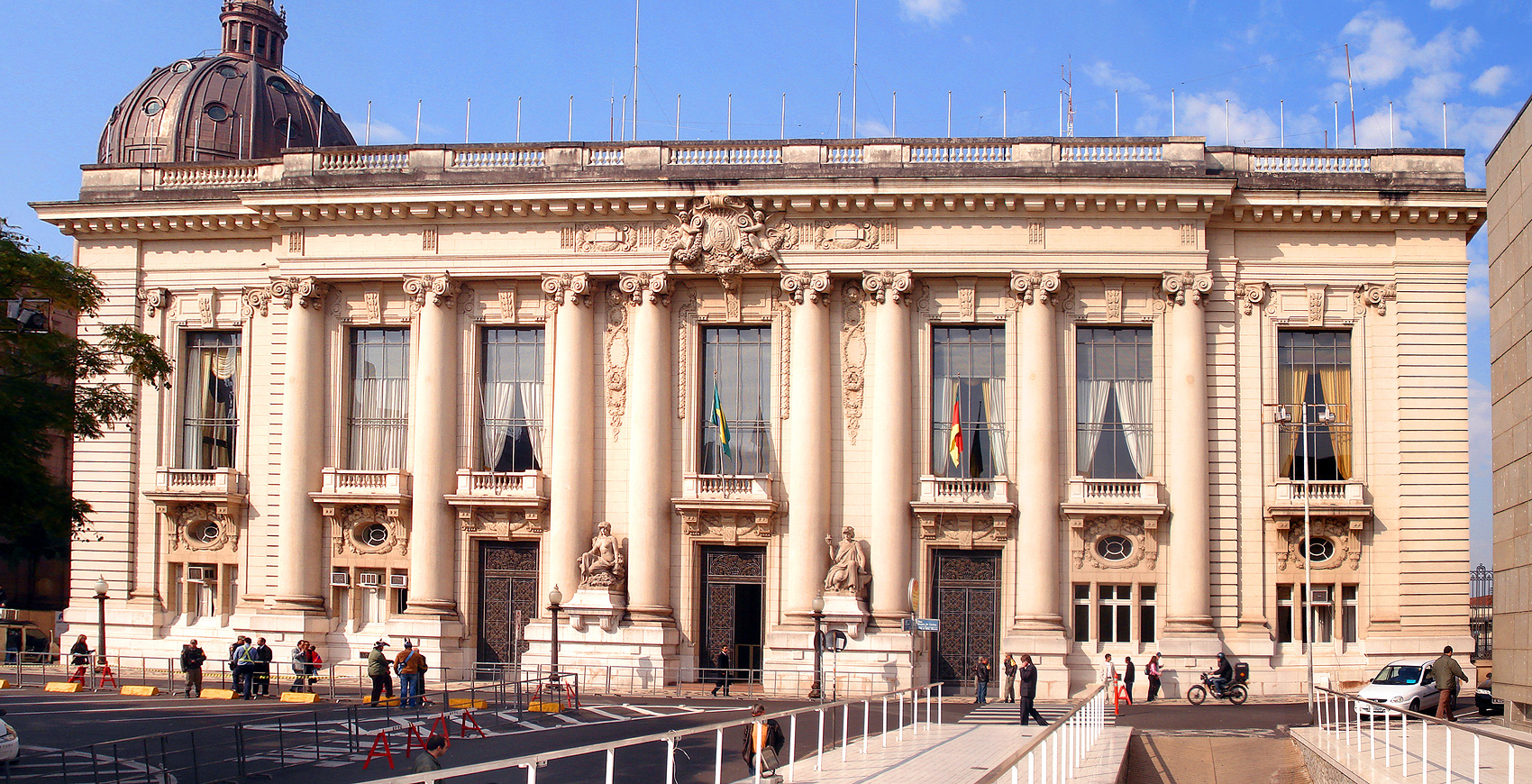
Palácio Piratini

O Centro corresponde ao núcleo urbano primitivo, onde a cidade iniciou sua formação há mais de 200 anos. É ali, à beira do Guaíba, entre estreitas ruas de paralelepípedos, onde se concentram 80% dos prédios tombados da capital gaúcha. Há exemplares da arquitetura barroca colonial até edificações mais recentes em estilo eclético, art nouveau e art déco, bem como alguns modernistas. Para conhecê-los o turista pode fazer um roteiro a pé, entre o núcleo da Praça da Matriz até a área do Cais do Porto.
Merecem uma atenção especial:
- Catedral Metropolitana de Porto Alegre
- Igreja Nossa Senhora das Dores
- Igreja de Nossa Senhora da Conceição
- Mercado Público de Porto Alegre
- Palácio Piratini
- Paço Municipal de Porto Alegre
- Prédios históricos da UFRGS
- Cais Mauá
- Solar Lopo Gonçalves
- Theatro São Pedro
- Edifício Ely
- Prédio do antigo Banco da Província
- Prédio antigo dos Correios e Telégrafos
- Solar dos Câmara
- Prédio da antiga Cervejaria Brahma
- Confeitaria Rocco
- Prédios históricos do Comando Militar do Sul
- Palacinho
- Solar do Conde de Porto Alegre
- Antiga Delegacia Fiscal

No Centro Histórico há muitos museus e centros de cultura igualmente dignos de uma visita demorada, que são descritos mais adiante. Nesta área da cidade também é possível concentrar a visita em dois roteiros menores, um ao longo da Rua da Praia, a mais antiga da cidade, e que mostra em seu curso alguns dos mais interessantes pontos turísticos e culturais, além de movimentado comércio, e outro na Praça da Matriz, centro cívico, político e religioso da capital.

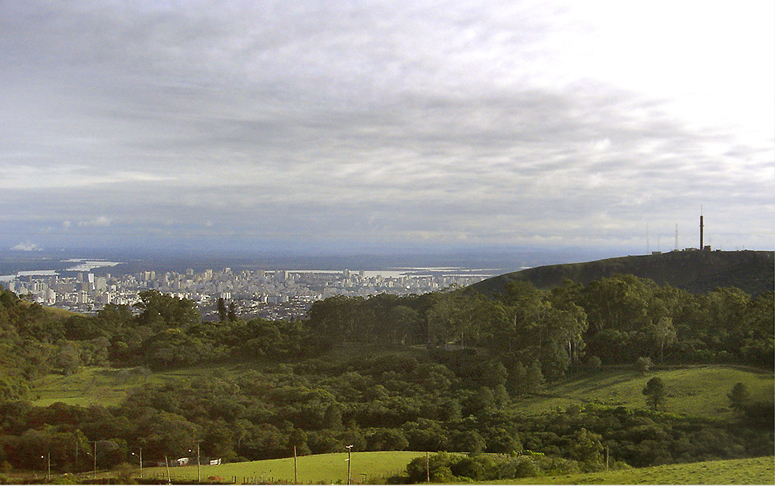
Vista do centro a partir do Morro da Polícia

### Caminhos rurais
Porto Alegre tem o privilégio de ainda contar com uma área tipicamente rural a poucos minutos do centro urbano. São 142,5 km² de pequenas propriedades, cerca de 30% de seu território, que desenvolvem a agroecologia, oferecem serviços e espaços de lazer em meio a natureza. Muitas delas estão organizadas na rota Caminhos Rurais de Porto Alegre, um produto turístico diferenciado para uma grande metrópole.. Os passeios se concentram na Zona Sul, e neles é possível encontrar cantinas, restaurantes e pequenas propriedades que mantém hábitos tradicionais e oferecem paisagens bucólicas e produtos típicos ao visitante, em exemplos de resgate das origens históricas e de uma vivência de turismo sustentável. Mais informações podem ser encontradas no site da Secretaria Municipal de Turismo de Porto Alegre. 

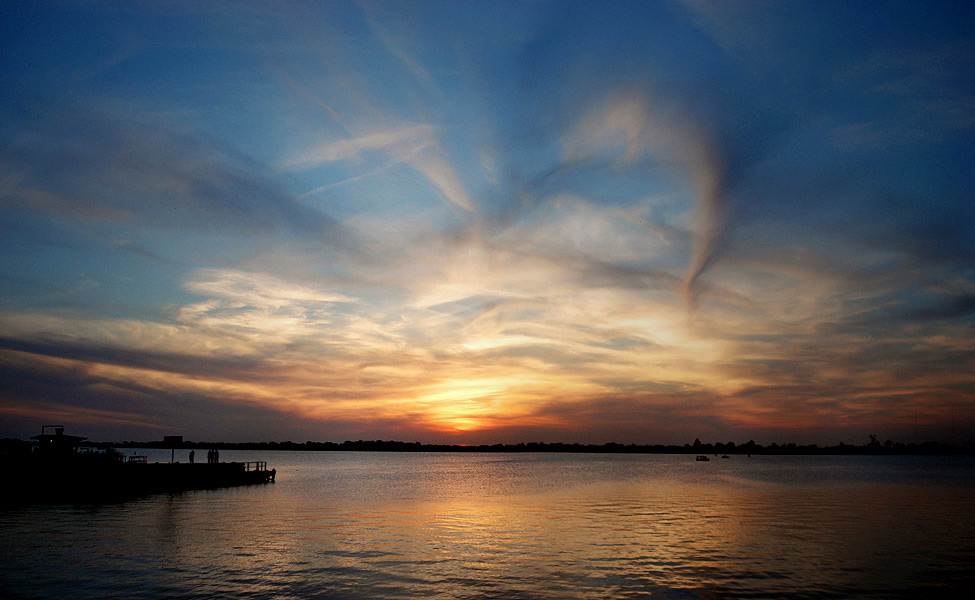
O famoso pôr-do-sol no Guaíba

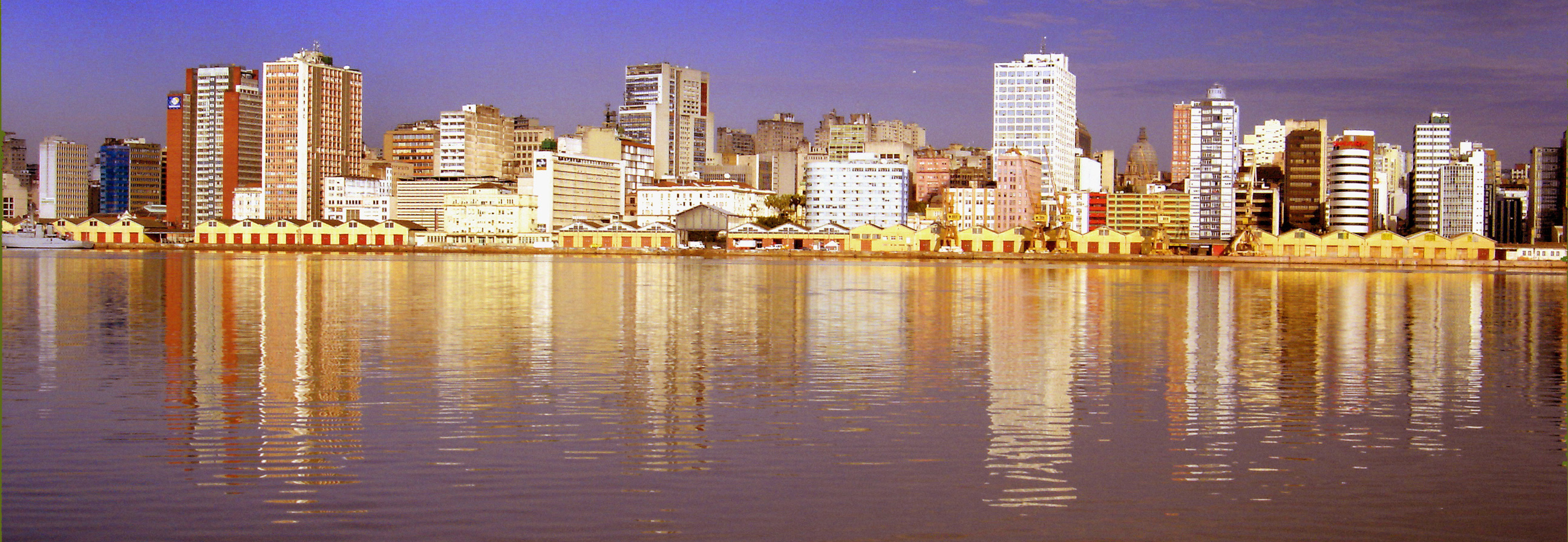
Vista do centro a partir do lago Guaíba

### Orla do Guaíba[7]
Porto Alegre tem no Lago Guaíba sua mais forte expressão geográfica. São 72 quilômetros de orla fluvial, em parte urbanizada e aproveitada para atividades de lazer e recreação por uma população que tem a tradição de valorizar e usufruir da vida ao ar livre. A cidade tem uma das mais belas paisagens entre as capitais brasileiras. No fim do dia, o Calçadão de Ipanema é um dos muitos locais da orla que oferecem o espetáculo das mutações de cores do pôr-do-sol porto-alegrense, efeito único proporcionado pela diversidade do clima da capital mais meridional do Brasil. Na primavera, o pôr-do-sol se dá por volta das 18h45. Já no verão, às 20h15 (horário brasileiro de verão); no outono, às 17h40, e no inverno, às 17h30.
Porto Alegre também pode ser apreciada do lago Guaíba, em passeios de barco que partem dos cais da Usina do Gasômetro, do portão central do Cais do Porto e da praia de Ipanema. Por entre os canais e ilhas do Delta do Jacuí, estes passeios oferecem uma vista diferente e pouco usual da cidade.

### Morros de Porto Alegre
Porto Alegre é rodeada de uma cadeia de 40 morros, dos quais o mais elevado é o Morro Santana, com 311 m de altitude. Alguns deles, como o Morro da Polícia, o Morro do Osso e o Morro Santa Teresa têm acesso fácil e de lá se pode apreciar um panorama de toda a cidade.

### Caminho dos Antiquários
Em torno da ruas Marechal Floriano Peixoto e Demétrio Ribeiro e das avenidas Borges de Medeiros e Coronel Genuíno, junto ao centro, existe uma concentração de antiquários, num trajeto onde se reúnem cultura, lazer e serviços, com lojas, cafés, bares e restaurantes. No último sábado de cada mês acontece o passeio Viva o centro a pé, gratuito e guiado por um professor de arte ou história, com duração aproximada de duas horas, num roteiro que varia a cada vez por entre os principais pontos turísticos e históricos de Porto Alegre.

## Programação cultural
Com uma infra-estrutura de 13 centros culturais, mais de 30 teatros, casas de show, cerca de 50 museus, memoriais e galerias de arte, a cidade possui uma agenda intensa durante todos os meses do ano, destacando-se alguns dos maiores eventos culturais latino-americanos, como Bienal de Artes Visuais do Mercosul, o festival de teatro Porto Alegre em Cena e a Feira do Livro, a mais antiga do país e a maior do gênero a céu aberto. 

### Teatros

Theatro São Pedro

- Theatro São Pedro, Praça da Matriz.
- Anfiteatro Pôr-do-Sol, Parque Maurício Sirotsky Sobrinho.
- Teatro da Usina do Gasômetro, avenida Presidente João Goulart 551.
- Teatros da Casa de Cultura Mario Quintana: Casa de Cultura Mário Quintana, Rua dos Andradas 736.
- Auditório Araújo Viana, Parque Farroupilha.
- Teatro do Sesi, na sede da FIERGS, avenida Assis Brasil 8787.
- Teatro do Bourbon Country, Avenida Túlio de Rose 100.
- Teatro de Câmara Túlio Piva, Rua da República 575.
- Salão de Atos da UFRGS, Avenida Paulo Gama 110.
- Teatro AMRIGS (Associação Médica do Rio Grande do Sul), Avenida Ipiranga 5311.
- Teatro do Instituto Goethe, rua 24 de Outubro, 112.
- Teatro Renascença, no Centro Municipal de Cultura, Arte e Lazer Lupicínio Rodrigues, av. Érico Veríssimo 307.
- Sala Álvaro Moreyra, no Centro Municipal de Cultura, Arte e Lazer Lupicínio Rodrigues, av. Érico Veríssimo 307.

### Cinemas
Na cidade existem mais de 60 salas de cinema, que oferecem a programação atualizada e ciclos especiais temáticos, que podem ser vistos principalmente na Sala P. F. Gastal (Usina do Gasômetro), nas salas da Casa de Cultura Mário Quintana, no Cine Santander (Santander Cultural) e no Guion Center (Shopping Nova Olaria).

### Museus e centros culturais
A cidade é provida de um grande número de museus e centros culturais, como:

#### Museu de Arte do Rio Grande do Sul Ado Malagoli

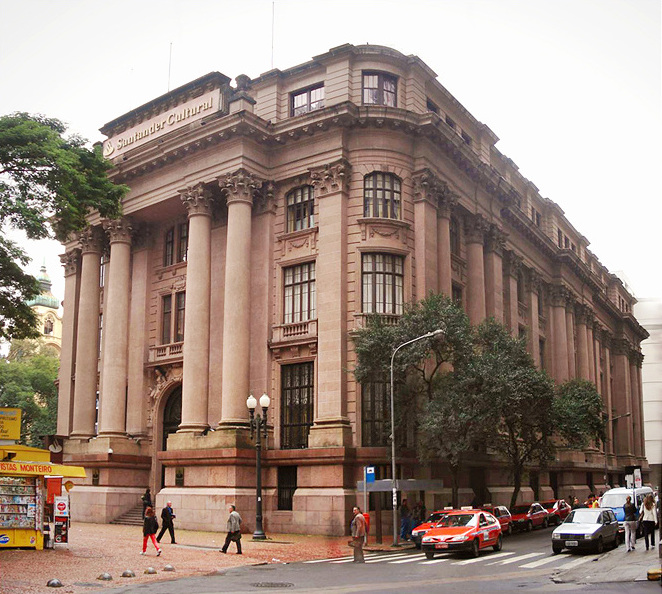
Santander Cultural

Localizado na Praça da Alfândega, bem no coração da cidade. É o mais importante museu de arte da capital e de todo o estado. Instalado em um prédio histórico de grande beleza, tem uma coleção de mais de 2 mil obras, principalmente de artistas gaúchos. O museu oferece uma programação diversificada, mantendo, além das exposições, palestras, visitas guiadas, oficinas e outras atividades para o público em geral e especialistas. Também possui um bom café, uma arteloja e um pequeno restaurante.

#### Museu Júlio de Castilhos
Também no centro, junto à Catedral, se localiza o primeiro e maior museu histórico do estado, com um precioso acervo tombado pelo IPHAN como patrimônio histórico nacional, com peças arqueológicas, etnológicas, históricas e artísticas. Foi instalado na casa onde morou Júlio de Castilhos, um dos mais importantes políticos do estado, e que hoje também é tombada pelo Estado.

#### Santander Cultural
Outra atração cultural do Centro, uma das mais dinâmicas e importantes instituições culturais privadas da cidade, sempre trazendo exposições e concertos de artistas afamados. O prédio em si já vale a visita, um dos grandes monumentos da chamada "fase de ouro" da arquitetura portoalegrense, com suntuosa decoração interna.

#### Fundação Iberê Camargo[11]
Em Porto Alegre os contrastes se complementam. Já dá mais atenção ao seu patrimônio histórico e cultural, e foi a primeira cidade no país a receber a obra vanguardista de Álvaro Siza. Os conceitos arrojados do premiado arquiteto português estão no prédio da Fundação Iberê Camargo, centro irradiador da arte moderna e contemporânea. O projeto recebeu o Leão de Ouro na Bienal de Arquitetura de Veneza e é um referencial arquitetônico também por agregar conceitos ambientais. Está localizado às margens do Lago Guaíba, em área cercada de mata nativa, na Zona Sul da cidade. 

#### Museu de Ciências e Tecnologia da PUCRS[12]
No Museu de Ciências e Tecnologia da Pontifícia Universidade Católica, uma das mais conceituadas universidades do país, mais de 800 experimentos estimulam a curiosidade científica e o exercício sensorial de adultos e crianças. Neste espaço de  17,5 mil m² distribuídos em três andares a palavra-chave é interatividade. O museu, um verdadeiro parque temático, é referência na América Latina.  

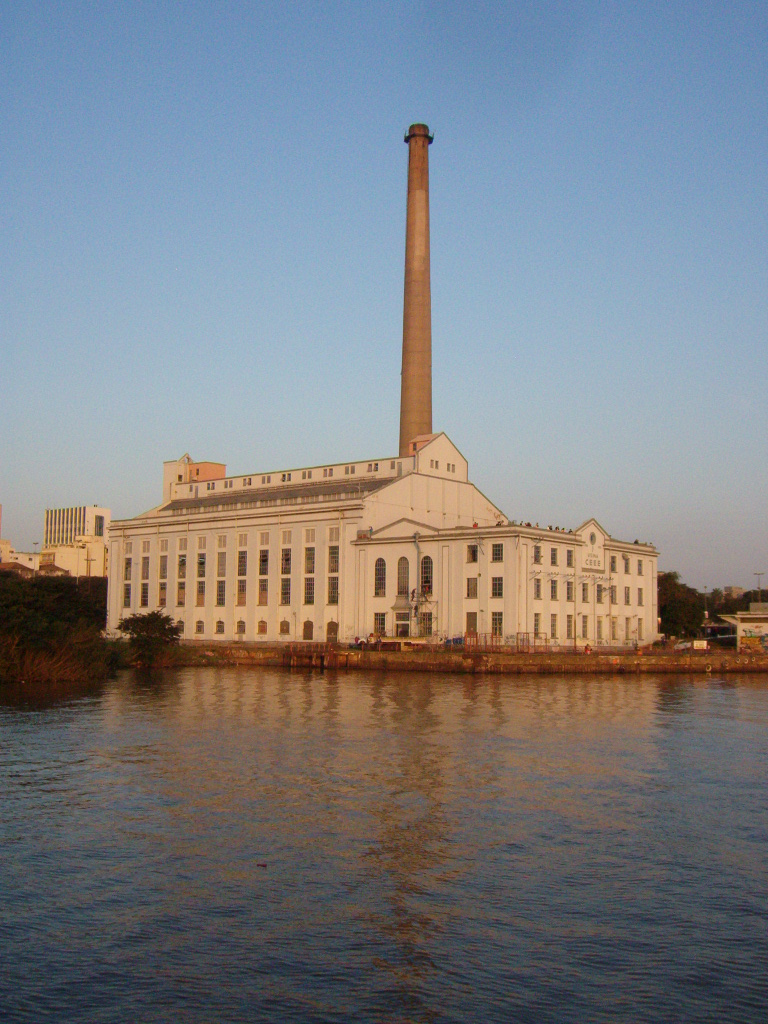
Usina do Gasômetro

#### Centro Cultural Usina do Gasômetro[13]
No prédio da famosa chaminé da Usina do Gasômetro, construída em 1937, funcionava um antiga geradora de energia elétrica à base de carvão mineral. Em 1989, a Prefeitura indicou o prédio como Espaço Cultural do Trabalho e, a partir de 1991, seus 18.000m² de área total foram abertos à população. Administrada pela Prefeitura conta com espaços para exposições no térreo, como a Galeria Iberê Camargo e a Galeria dos Arcos, esta última exclusiva para mostras fotográficas. No segundo andar está a Sala Elis Regina, com 745m², um verdadeiro teatro em homenagem a uma das maiores de todas as cantoras brasileiras. 

#### Museu Joaquim José Felizardo[14]
Localizado na rua João Alfredo, 582, o Museu Joaquim Felizardo é mantido pela Prefeitura de Porto Alegre e dedicado à memória da cidade. Passou por amplas reformas e foi reinaugurado oficialmente no dia 18 de dezembro de 2007. O público visitante tem oportunidade de mergulhar fundo na memória fotográfica de Porto Alegre com a ampla digitalização daquele acervo, disponível para consulta no local.

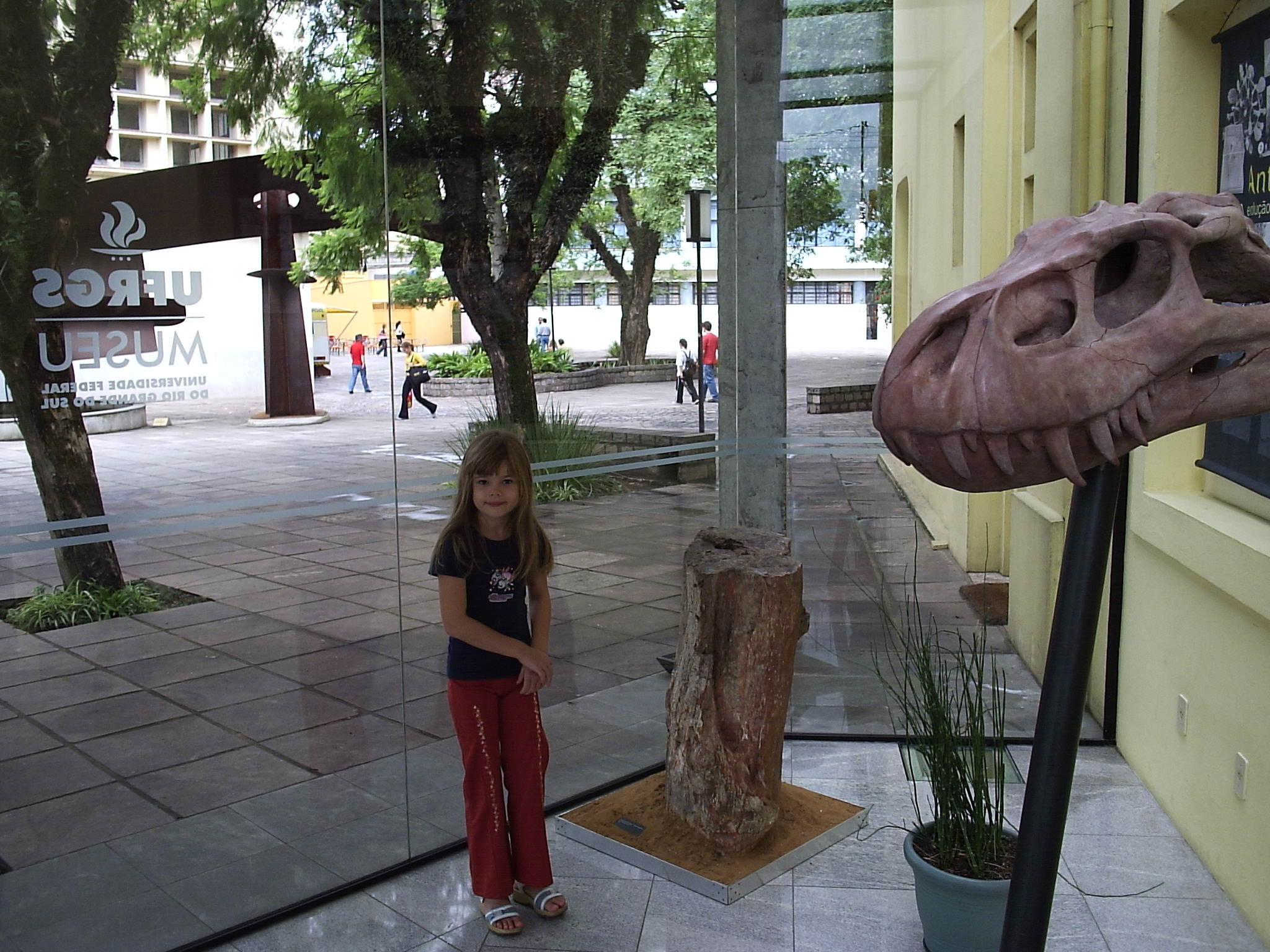
Museu de paleontologia mostrando um tecodonte

#### Turismo paleontológico
Porto Alegre  possui o maior número de paleontólogos do Rio Grande do Sul. A cidade possui alguns museus, tendo a UFRGS como um centro de estudos de paleontologia e ali se pode ver animais do Triássico e que viveram no estado.  Podemos ver rincossauros, exaeretodons, estauricossauro, guaibassauro, saturnalia tupiniquim, sacissauro, unayssauro e muitos outros. 
Outros museus e centros culturais da cidade são:
- Museu de Comunicação Social Hipólito José da Costa
- Museu do Trabalho
- Memorial do Rio Grande do Sul
- Museu Anchieta de Ciências Naturais
- Biblioteca Pública do Estado
- Casa de Cultura Mario Quintana
- Memorial do Ministério Público
- Centro Municipal de Cultura, Arte e Lazer Lupicínio Rodrigues
- Centro Cultural Mirador

### Música, shows, vida noturna e culinária

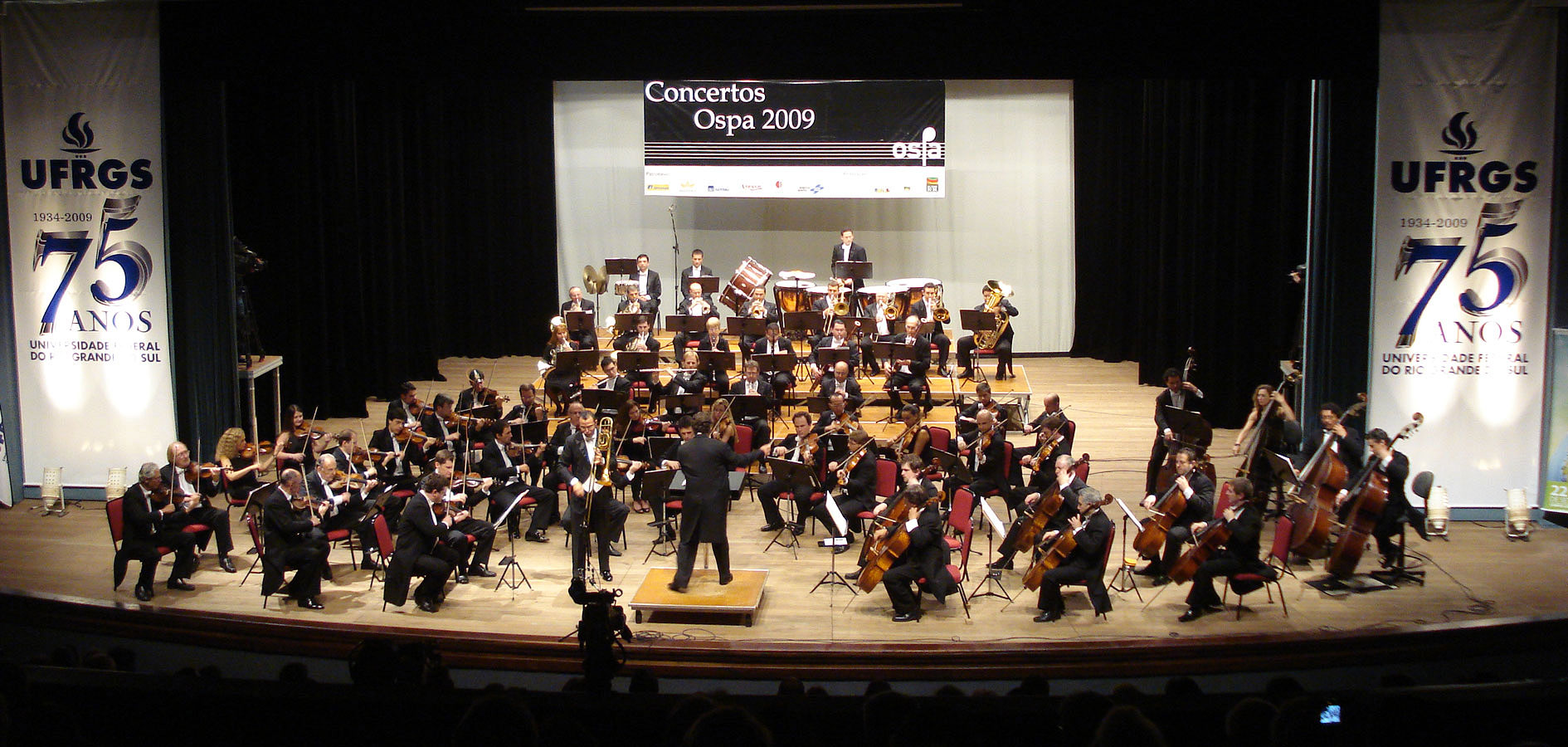
A Orquestra Sinfônica de Porto Alegre, concerto em 2009.

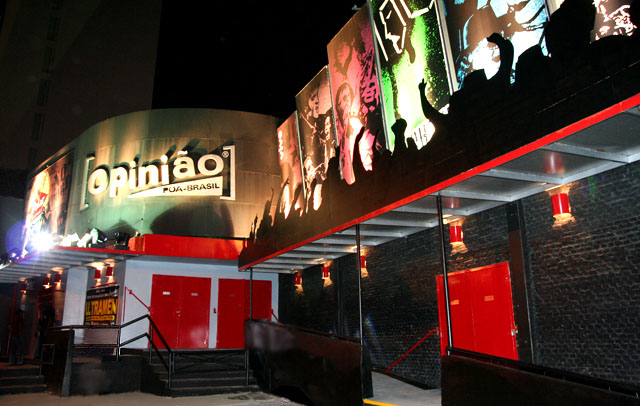
Fachada do Opinião.

Desde os anos 1980 Porto Alegre se caracteriza por ter um dinâmico e diversificado circuito de música popular, com a música de inspiração gauchesca ocupando um papel destacado, mas contando também com vários grupos e cantores de rock e música pop. A cidade conta com uma série de ações de instituições oficiais e privadas apoiando a produção local e trazendo artistas de fora, enquanto que se multiplicam festivais, shows e grupos dos mais variados gêneros, passando pelo rock, o samba, a MPB, o hip-hop, o nativismo, o jazz, a bossa nova e outros.
Também na música erudita a cidade é uma referência para todo o estado, com concertos de alto nível ocorrendo com grande frequência; está no roteiro de concertistas de fama internacional, conta com a Orquestra Sinfônica de Porto Alegre e a Orquestra Theatro São Pedro, e inúmeros grupos menores de câmara e solistas vocais e instrumentais.
As diversas casas noturnas de Porto Alegre atendem aos mais diversos públicos, dos mais conservadores aos mais vanguardistas e irreverentes, possuindo uma grande quantidade de bares, pubs, cafés, casas de espetáculo e danceterias. São bem conhecidos o Bar do Beto, o Chalé da Praça XV (bar e restaurante), o Opinião e o Pepsi on Stage (shows e festas), e a microcervejaria DadoPub. Seus restaurantes também são diversificados e numerosos, contando com mais de 3.500, onde se pode saborear pratos locais e de todas as partes do mundo, com preços em geral acessíveis. O Gambrinus, instalado no Mercado Público de Porto Alegre, é o mais antigo restaurante da cidade, com mais de 120 anos de funcionamento, onde o Bacalhau à Gomes de Sá é o prato mais solicitado. Na culinária local, porém, a maior atração é o churrasco, prato tradicional da cozinha campeira, com diversos cortes de carne assada sobre brasas e servida com fartura. O 35 CTG, o primeiro CTG a ser fundado, ainda funciona e tem uma famosa churrascaria, a Roda de Carreta, com dezesseis tipos de carne, além de oferecer o carreteiro de charque como um destaque à parte e sobremesas caseiras como a ambrosia e o sagu. Nos domingos acontecem também apresentações ao vivo de dança e músicas típicas gaúchas.

## Parques, praças e monumentos

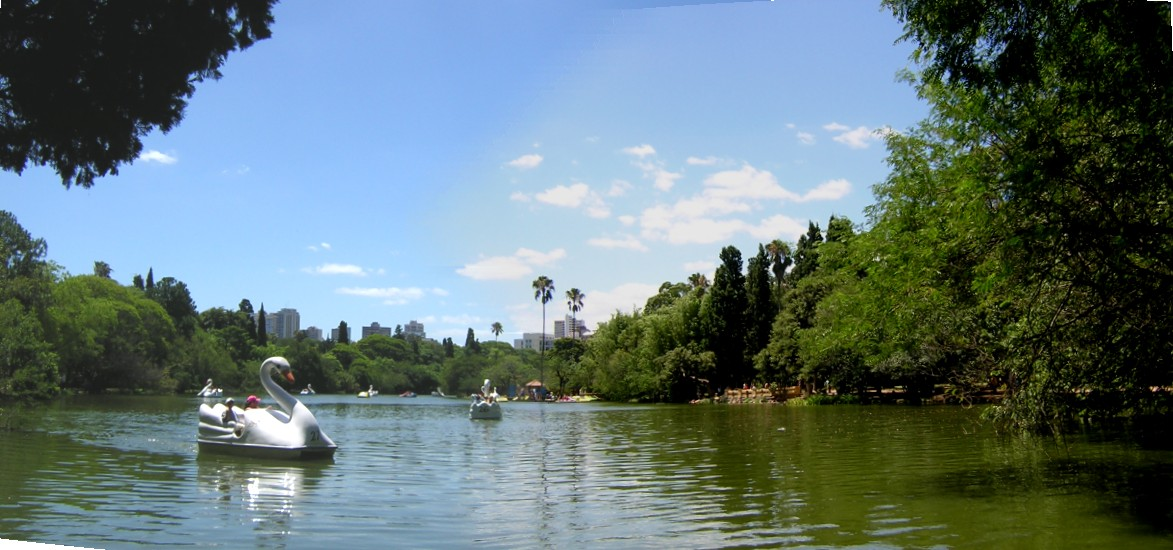
Parque Farroupilha

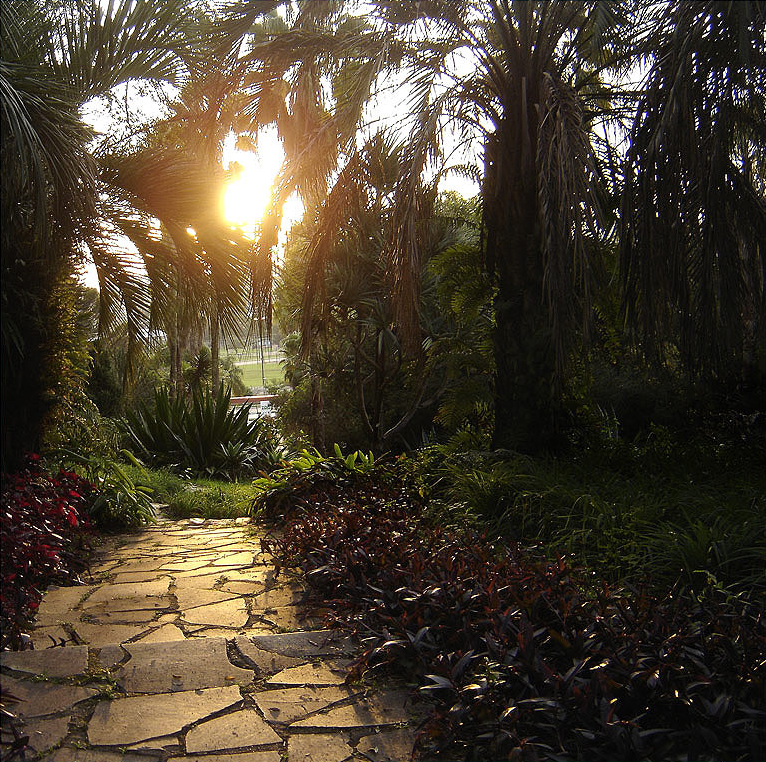
Alameda central do Jardim Botânico

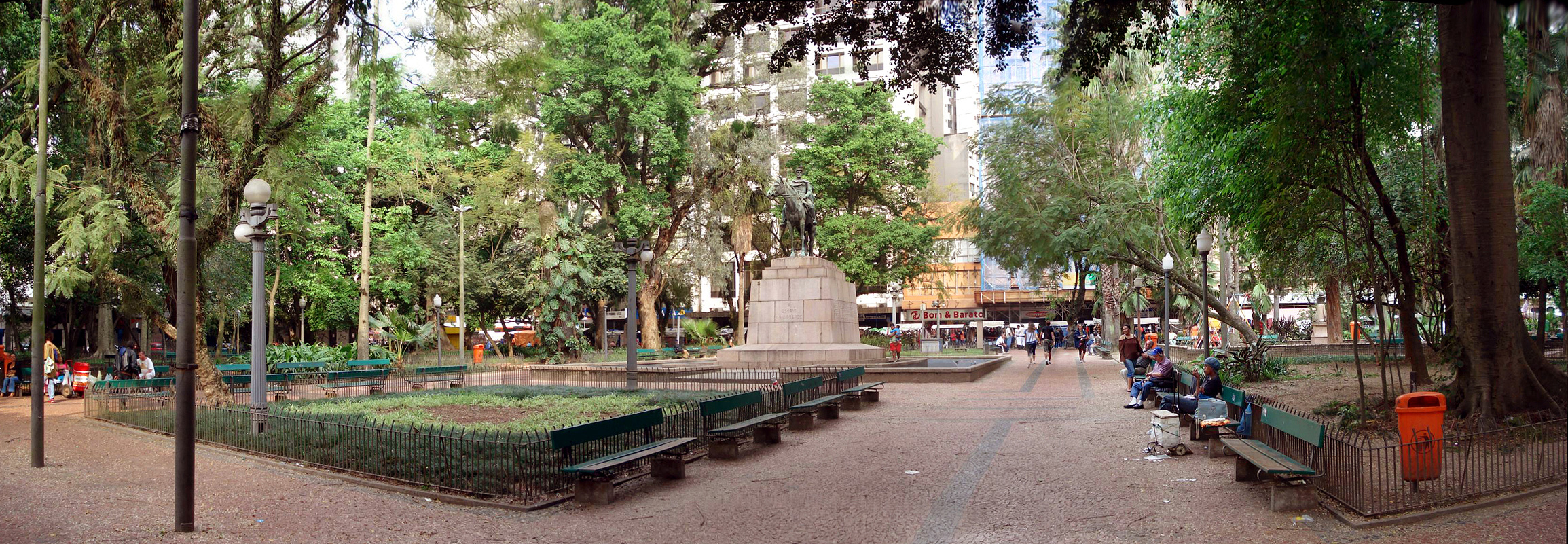
Praça da Alfândega

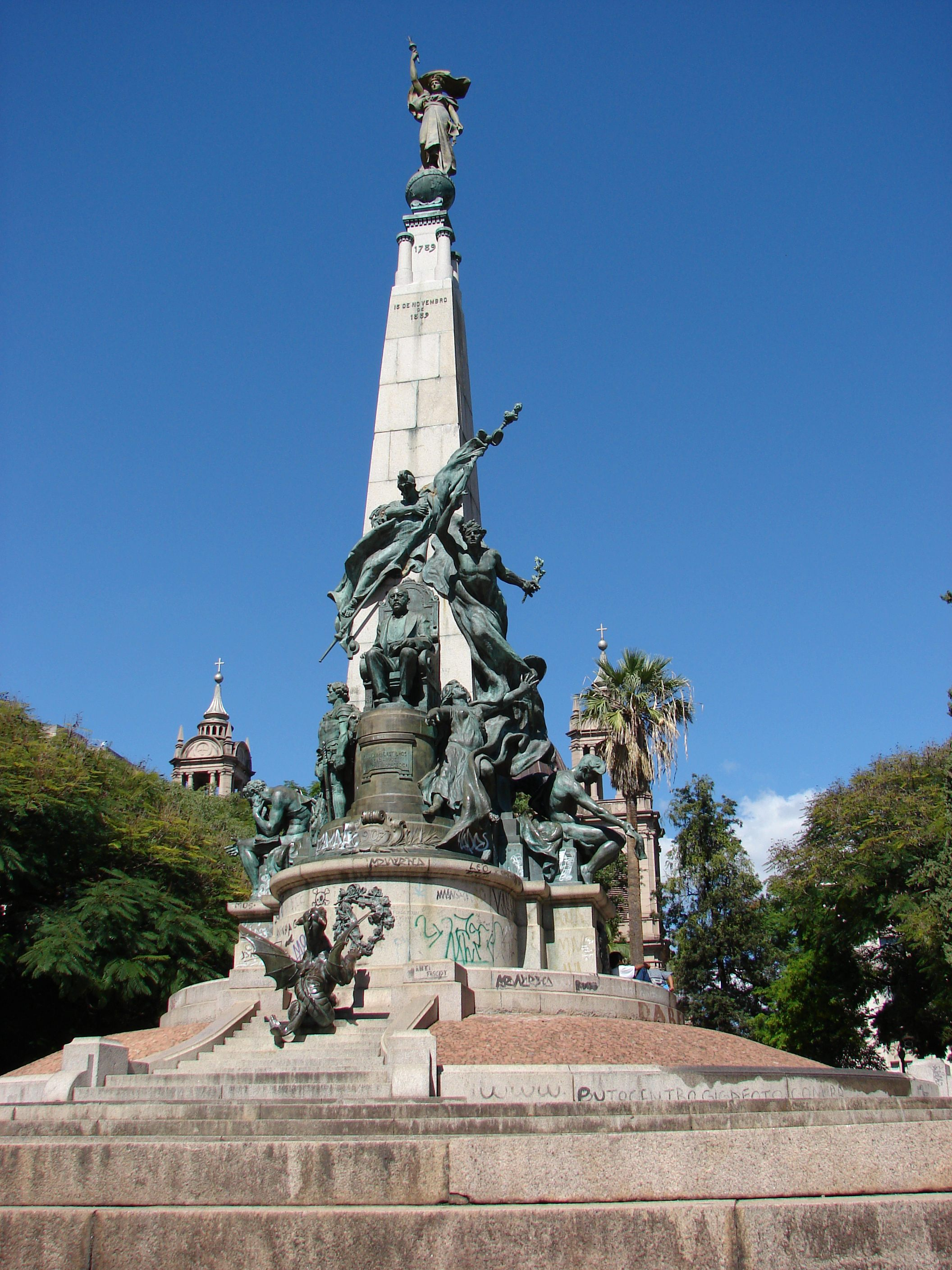
Monumento a Júlio de Castilhos

Em Porto Alegre há quase uma árvore para cada um dos 1,4 milhão de habitantes da capital. São cerca de 1,3 milhões de árvores de 173 espécies apenas em vias públicas, em um processo de arborização iniciado na metade do século passado. Hoje Porto Alegre  é uma das cidades mais arborizadas do país, sem contar o espaço verde de 571 praças e oito grandes parques urbanizados e de três unidades de conservação que, juntos, somam 20,79 km², um verdadeiro oásis na agitação urbana. 
- Parque Farroupilha[28], o mais tradicional e popular parque da Capital gaúcha, conhecido também como Redenção. Nos finais de semana, mais de 70 mil pessoas procuram pelos recantos da área, localizada no bairro Bom Fim, onde estão 8,7 mil árvores nativas e exóticas. Conta também com quiosques, bares, pistas de atletismo, canchas poliesportivas e o Auditório Araújo Viana. Aos domingos o parque recebe o Brique da Redenção, concorrida feira ao ar livre de artesanato e antiguidades.
- Parque Marinha do Brasil[29], com área de 70,70 hectares, situado à avenida Borges de Medeiros, bairro Praia de Belas, com um belo projeto de paisagismo.
- Parque Moinhos de Vento[30], o chamado Parcão, no bairro Moinhos de Vento, com uma área de 11,50 hectares, lago e pistas de caminhada e corrida.
- Jardim Botânico de Porto Alegre[31], um dos mais completos do país, tem também um Museu de Ciências Naturais, formando um complexo de preservação, pesquisa, educação, lazer e recreação com um acervo natural de mais de 100 espécies.
- Reserva Biológica do Lami José Lutzenberger[32], uma área de preservação natural para mais de 120 espécies de aves nativas e flora característica regional.
- Parque Estadual do Delta do Jacuí[33], na Região Metropolitana, é formado por aproximadamente 30 ilhas e porções continentais com matas, banhados e campos inundados. Possui mais de 100 espécies de aves aquáticas, 320 espécies vegetais, 30 espécies de peixes além de centenas de animais como lontras, jacarés-de-papo-amarelo, capivaras, etc.
- Parque Maurício Sirotski Sobrinho[34], com pista de aeromodelismo, tanque para nautimodelismo, recantos infantis, campos de futebol, canchas de bocha, quadras de vôlei e mais de 100 churrasqueiras. O parque ainda conta com a Estância da Harmonia, um centro de tradições gauchescas.
- Parque Saint Hilaire[35], na RS-040, km 02 (estrada de Viamão), a 17 km do centro da cidade. Possui 11.800.000 m² sendo 240 ha para lazer e 940 ha para preservação permanente. A infra-estrutura do parque conta com campos de futebol, canchas de bocha, quadras de volei, futebol de salão, pistas de aeromodelismo e patinação, play-ground e aproximadamente 100 churrasqueiras.

- Praça da Alfândega[36], uma das mais antigas e tradicionais da cidade, situada bem no centro de Porto Alegre. Possui diversos monumentos e esculturas em seus recantos. Todos os anos, entre outubro e novembro, ali se realiza a Feira do Livro, um dos maiores eventos culturais do sul do Brasil, atraindo milhares de visitantes.
- Praça XV de Novembro[37], onde fica o tradicional Chalé da Praça XV[38], ponto de encontro e relax bem no coração do agitado centro da cidade.
- Praça da Matriz[39], centro político, religioso e cívico de Porto Alegre, tem um entorno povoado de edifícios históricos, como a Catedral, o Palácio Piratini, a Assembléia Legislativa e o Theatro São Pedro.
- Estátua do Laçador[40], o mais popular símbolo da cidade, localizado junto à entrada rodoviária de Porto Alegre pelo norte, foi criado por Antonio Caringi retratando um gaúcho típico, cujo modelo foi o conhecido tradicionalista Paixão Cortes.
- Monumento a Júlio de Castilhos[41][42], grandioso monumento de glorificação do líder político local Júlio Prates de Castilhos, com belíssima estatuária em bronze.
- Monumento aos Açorianos[43], quase tão famoso quanto o Laçador, o Monumento aos Açorianos, obra moderna de Carlos Tenius, elabora em linhas quase abstratas e alegóricas a fundação da cidade.
- Ponte de Pedra[44][45], uma antiga ponte do século XIX, tornou-se um dos cartões-postais da cidade.

## Shopping centers
A cidade tem um comércio bem variado, especialmente concentrado no centro e nos shopping centers, além de uma infraestrutura completa de serviços:
- Bourbon Shopping Assis Brasil
- Bourbon Shopping Country
- Bourbon Shopping Ipiranga
- Iguatemi Porto Alegre
- BarraShoppingSul
- Praia de Belas Shopping
- Prédio da Cervejaria Brahma
- Shopping João Pessoa
- Moinhos Shopping
- Lindóia Shopping
- Rua da Praia Shopping
- Aeroshopping

## Centro de Informações Turísticas CIT
Os centros de informações turísticas da Secretaria Municipal de Turismo, estão localizadas em pontos estratégicos da cidade para transmitir aos visitantes e moradores locais informações sobre serviços, atrativos e a agenda cultural da cidade. 
As unidades do CIT são:
- CIT Mercado do Bom Fim, av. Osvaldo Aranha, loja 12
- CIT Aeroporto Internacional Salgado Filho, av. Severo Dulius, s/n.º
- CIT Mercado Público Central, Mercado Público, Sala 99
- CIT Usina do Gasômetro, Av. João Goulart, 551
- CIT Linha Turismo, Travessa do Carmo, 84